# Amatoxina
Amatoxinas são um subgrupo de pelo menos oito compostos tóxicos encontrados em vários géneros de cogumelos venenosos, sobretudo em Amanita phalloides e em várias outras espécies do género Amanita, bem como em algumas dos géneros Conocybe, Galerina e Lepiota.

## Estrutura
Estes compostos têm estruturas semelhantes, compostas por anéis de oito aminoácidos; foram isolados em 1941 por Heinrich O. Wieland e Rudolf Hallermayer da Universidade de Munique. Todas as amatoxinas são oligopeptídeos sintetizados como proproteínas compostas por uma cadeia de 35 aminoácidos dos quais os oito últimos são cortados por uma prolil oligopeptidase.

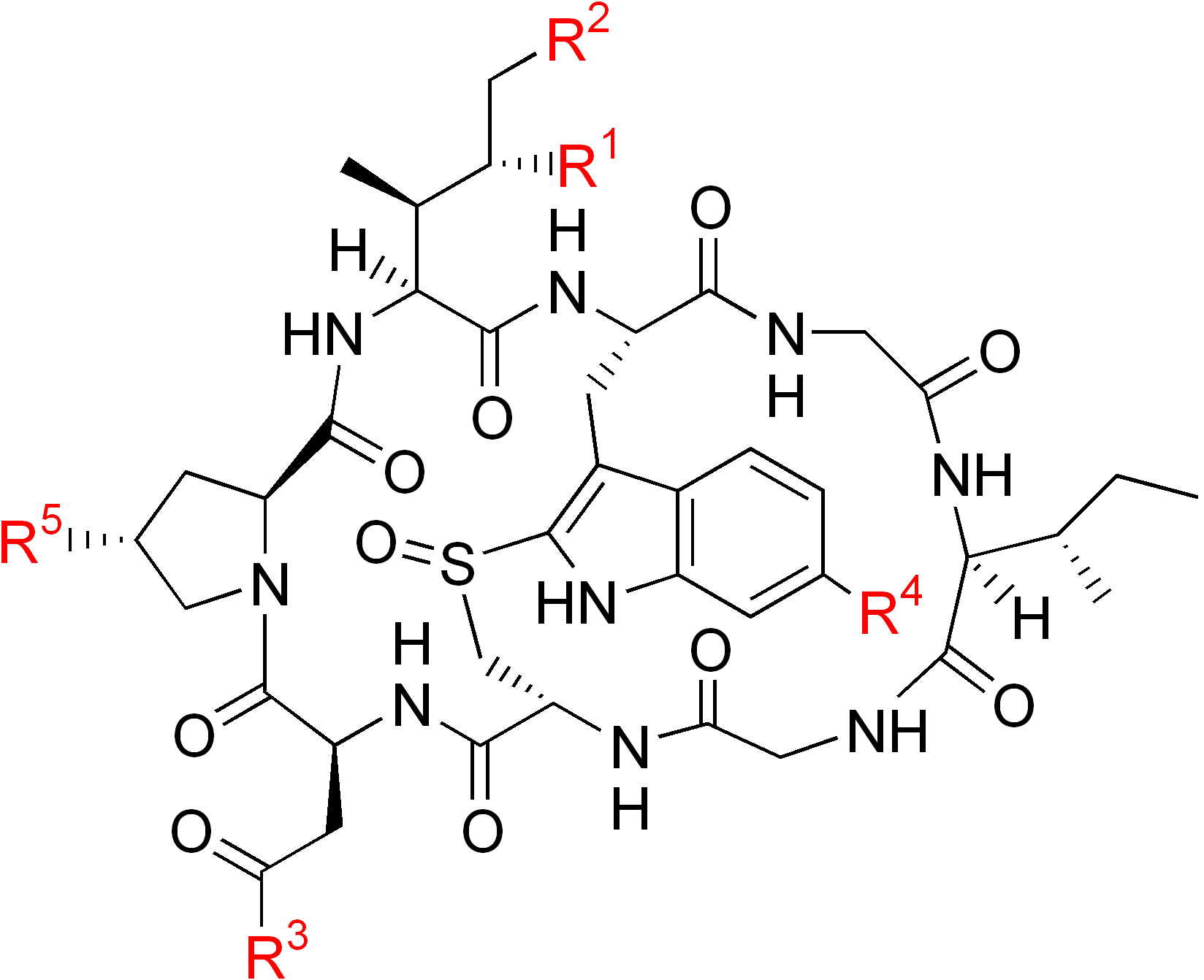
A estrutura principal é a mesma em todas as amatoxinas com cinco grupos determinadores do composto.

São actualmente conhecidas dez amatoxinas:
| Nome              | R3  | R2 | R1 | R4 | R5 |
| ----------------- | --- | -- | -- | -- | -- |
| α-Amanitina       | NH2 | OH | OH | OH | OH |
| β-Amanitina       | OH  | OH | OH | OH | OH |
| γ-Amanitina       | NH2 | OH | H  | OH | OH |
| ε-Amanitina       | OH  | OH | H  | OH | OH |
| Amanulina         | NH2 | H  | H  | OH | OH |
| Ácido amanulínico | OH  | H  | H  | OH | OH |
| Amaninamida       | NH2 | OH | OH | H  | OH |
| Amanina           | OH  | OH | OH | H  | OH |
| Proamanulina      | NH2 | H  | H  | OH | H  |

Foi relatada a existência de δ-Amanitina, mas a sua estrutura química não foi determinada.

## Mecanismo
O seu principal mecanismo tóxico é a inibição da ARN polimerase II, uma enzima vital na síntese de ARN mensageiro (ARNm), microARN, e pequeno ARN nuclear. Sem ARNm, a síntese de proteínas essenciais, e logo o metabolismo celular, para e ocorre a morte celular.

## Sintomas clínicos
O fígado é o órgão mais afectado, pois é o primeiro órgão a ser atingido após a absorção no tracto gastrointestinal, embora outros órgãos, especialmente os rins, serem susceptíveis. A ARN polimerase de Amanita phalloides é insensível aos efeitos das amatoxinas; como tal o cogumelo não se envenena a si próprio.
A dose letal mínima estimada é de 0,1 mg/kg ou 7 mg de toxina em adultos. A sua rápida absorção intestinal em conjunto com a sua estabilidade térmica conduz ao rápido desenvolvimento de efeitos tóxicos num período de tempo relativamente curto. Os efeitos mais severos são hepatite tóxica com necrose centrotubular e esteatose hepática, bem como nefropatia tubulo-intersticial aguda, que combinadas induzem uma grave síndrome hepatorrenal.

## Tratamento
O tratamento envolve uma dose elevada de penicilina bem como cuidados de suporte em casos de danos hepáticos ou renais. Atenção cuidada deve ser dada à manutenção da estabilidade hemodinâmica, embora caso se tenha desenvolvido síndrome hepatorrenal o prognóstico seja no melhor dos casos reservado.

## Detecção
A presença de amatoxinas em amostras de cogumelos pode ser detectada pelo teste de Meixner (também conhecido como teste de Wieland). As amatoxinas podem ser quantificadas no plasma ou urina usando técnicas cromatográficas para confirmar um diagnóstico de envenenamento em pacientes hospitalizados e em tecidos post-mortem como auxiliar de investigação médico-legal quando houver suspeitas de sobredosagem fatal.